# Aymeric Laporte
Aymeric Jean Louis Gérard Alphonse Laporte (phát âm tiếng Pháp: [ɛməʁik lapɔʁt]; sinh ngày 27 tháng 5 năm 1994) là một cầu thủ bóng đá chuyên nghiệp hiện đang thi đấu ở vị trí trung vệ cho câu lạc bộ Saudi Pro League Al Nassr và đội tuyển quốc gia Tây Ban Nha.
Sau khi gia nhập Athletic Bilbao năm 2010 ở tuổi 16, anh chỉ trở thành cầu thủ người Pháp thứ hai — sau Bixente Lizarazu — thi đấu cho câu lạc bộ và đã ra sân thi đấu 220 trận. Vào tháng 1 năm 2018, anh đã ký hợp đồng với Manchester City. Anh là một phần của đội bóng giành cú ăn ba quốc nội đầu tiên của bóng đá nam ở Anh vào năm 2019.
Sinh ra ở Pháp, anh có 51 lần ra sân cho Pháp tại cấp độ trẻ, tuy vậy anh vẫn chưa được ra sân tại đội tuyển quốc gia nước này. Vào tháng 5 năm 2021, sau khi nhập quốc tịch Tây Ban Nha và được chấp thuận từ FIFA để chuyển đội tuyển quốc gia, Laporte được gọi lên đội hình của Tây Ban Nha tham dự UEFA Euro 2020.

## Tuổi thơ
Laporte sinh ra ở Agen, Aquitaine. Anh có gốc gác Basque từ cụ của mình. Anh bắt đầu chơi bóng đá và bóng bầu dục khi mới 5 tuổi, và bắt đầu phát triển kỹ năng tại học viện bóng đá của Agen. Năm 2009, anh được mời gia nhập Athletic Bilbao qua các tuyển trạch viên; theo thỏa thuận với câu lạc bộ, anh đã dành một mùa giải với Aviron Bayonnais FC, vì anh còn quá trẻ để chuyển ra ngoài nước Pháp vào thời điểm đó.

## Bàn thắng quốc tế
| #  | Ngày                | Địa điểm                                      | Đối thủ  | Bàn thắng | Kết quả | Giải đấu       |
| -- | ------------------- | --------------------------------------------- | -------- | --------- | ------- | -------------- |
| 1. | 23 tháng 6 năm 2021 | Sân vận động La Cartuja, Sevilla, Tây Ban Nha | Slovakia | 2–0       | 5–0     | UEFA Euro 2020 |

## Danh hiệu

### Câu lạc bộ
Athletic Bilbao
- Supercopa de España: 2015[14]

Manchester City
- Premier League: 2017–18, 2018–19, 2020–21, 2021–22[15], 2022–23
- FA Cup: 2018–19[16], 2022–23
- EFL Cup: 2017–18[17], 2018–19[18], 2019–20[19], 2020–21[20]
- FA Community Shield: 2018, 2019[21]
- UEFA Champions League: 2022–23;[22] á quân: 2020–21[23]
- UEFA Super Cup: 2023

### Đội tuyển quốc gia
U19 Pháp
- UEFA European Under-19 Championship á quân: 2013

Tây Ban Nha
- UEFA European Championship: 2024[24]
- UEFA Nations League: 2022–23; á quân: 2020–21